# Nupsegga
La Nupsegga és una muntanya situada entre el municipi d'Odda a Vestland i Vinje a Vestfold og Telemark, al sud de Noruega, amb una altitud de 1.674 msnm. És la novena més alta de Telemark i una de les més destacades de l'altiplà de Hardengervidda.